# Tir à l'arc aux Jeux paralympiques d'été de 2012
Navigation
Pékin 2008 Rio de Janeiro 2016
Les épreuves de tir à l'arc des Jeux paralympiques d'été de 2012 à Londres ont lieu du 30 août 2012 au 5 septembre 2012 à Londres au Royal Artillery Barracks à Woolwich. Neuf épreuves ont lieu avec 140 athlètes attendus pour y prendre part.

## Classification
Les archers reçoivent une classification en fonction du type et de l'ampleur de leur handicap. Le système de classification permet de rivaliser avec les autres archers avec le même niveau de handicap.
Les catégories au tir à l'arc sont les suivants:
- W1 : athlètes en fauteuil roulant handicapés des quatre membres.
- W2 : athlètes en fauteuil roulant ayant le plein exercice de leurs bras.
- ST : athlètes debout ayant le plein exercice de leurs bras mais atteints d'un handicap aux jambes.

## Calendrier
|  | Jour de compétition | F | Jour de finale |

| Arc classique             |                           |                           |  |  |  |  |   |   |   |
| Individuel - ST hommes    | Individuel - ST hommes    | Individuel - ST hommes    |  |  |  |  | F |   |   |
| Individuel - W1/W2 hommes | Individuel - W1/W2 hommes | Individuel - W1/W2 hommes |  |  |  |  | F |   |   |
| Par équipe - libre hommes | Par équipe - libre hommes | Par équipe - libre hommes |  |  |  |  |   |   | F |
| Individuel - ST femmes    | Individuel - ST femmes    | Individuel - ST femmes    |  |  |  |  |   | F |   |
| Individuel - W1/W2 femmes | Individuel - W1/W2 femmes | Individuel - W1/W2 femmes |  |  |  |  |   | F |   |
| Par équipe - libre femmes | Par équipe - libre femmes | Par équipe - libre femmes |  |  |  |  |   |   | F |
| Arc à poulies             |                           |                           |  |  |  |  |   |   |   |
| Individuel - libre hommes | Individuel - libre hommes | Individuel - libre hommes |  |  |  |  | F |   |   |
| Individuel - W1 hommes    | Individuel - W1 hommes    | Individuel - W1 hommes    |  |  |  |  | F |   |   |
| Individuel - libre femmes | Individuel - libre femmes | Individuel - libre femmes |  |  |  |  |   | F |   |

## Résultats

### Podiums

#### Hommes
| Arc à poulies      |                          |                         |                      |
| Individuel - Libre | Jere Forsberg (FIN)      | Matt Stutzman (USA)     | Dogan Hanci (TUR)    |
| Individuel - W1    | Jeff Fabry (USA)         | David Drahonínský (CZE) | Norbert Murphy (CAN) |
| Arc classique      |                          |                         |                      |
| Individuel - ST    | Timur Tuchinov (RUS)     | Oleg Shestakov (RUS)    | Mikhail Oyun (RUS)   |
| Individuel - W1/W2 | Oscar de Pellegrin (ITA) | Hasihin Sanawi (MAS)    | Lung Hui Tseng (TPE) |
| Par équipe - Libre | Russie                   | Corée du Sud            | Chine                |

#### Femmes
| Arc à poulies      |                      |                        |                         |
| Individuel - Libre | Danielle Brown (GBR) | Mel Clarke (GBR)       | Marina Lyzhnikova (RUS) |
| Arc classique      |                      |                        |                         |
| Individuel - ST    | Huilian Yan (CHN)    | Hwa Sook Lee (KOR)     | Milena Olszewska (POL)  |
| Individuel - W1/W2 | Zahra Nemati (IRI)   | Elisabetta Mijno (ITA) | Jinzhi Li (CHN)         |
| Par équipe - Libre | Corée du Sud         | Chine                  | Iran                    |

### Tableau des médailles
| Rang  | Nation          | Or | Argent | Bronze | Total |
| ----- | --------------- | -- | ------ | ------ | ----- |
| 1     | Russie          | 2  | 1      | 2      | 5     |
| 2     | Corée du Sud    | 1  | 2      | 0      | 3     |
| 3     | Chine           | 1  | 1      | 2      | 4     |
| 4     | Grande-Bretagne | 1  | 1      | 0      | 2     |
| 4     | Italie          | 1  | 1      | 0      | 2     |
| 4     | États-Unis      | 1  | 1      | 0      | 2     |
| 7     | Iran            | 1  | 0      | 1      | 2     |
| 8     | Finlande        | 1  | 0      | 0      | 1     |
| 9     | Tchéquie        | 0  | 1      | 0      | 1     |
| 9     | Malaisie        | 0  | 1      | 0      | 1     |
| 11    | Canada          | 0  | 0      | 1      | 1     |
| 11    | Pologne         | 0  | 0      | 1      | 1     |
| 11    | Taipei chinois  | 0  | 0      | 1      | 1     |
| 11    | Turquie         | 0  | 0      | 1      | 1     |
| Total | Total           | 7  | 7      | 7      | 21    |